# 李如淓
李如淓，字仲渊，號澹菴，直隸高陽縣人，清朝政治人物。

## 生平
順治十六年（1659年）己亥科進士，官至四川酆都縣知縣，有《行素堂詩集》。